# 나가하라역 (시가현)
나가하라역(일본어: 永原駅, ながはらえき)은 일본 시가현에 있는 서일본 여객철도의 철도역이다.

## 역 구조
쌍섬식 승강장으로 2면 4선 형태의 지상역이며, 성토(盛土) 위에 세워졌다. 가타타역 관할권에 있으며, 역 업무는 JR 서일본 교통 서비스가 대신 하고 있다. 이코카 및 제휴 교통카드의 사용이 가능하다.
1991년까지 나가하라 역 북쪽 구간은 비전철화 구간이었으며, 1991년부터 2006년 10월까지는 교류 전철 구간이었고, 그 이후 현재까지 직류 구간으로 통일되어 있다.

### 승강장
| 1   | ■ 고세이 선 하행 | 오미시오쓰 · 쓰루가 방면 | 하루 1편만 2번 승강장에서 출발                              |
| 2   | ■ 고세이 선 상행 | 오미이마즈 · 교토 방면   | 나가하라 발 열차                                            |
| 3·4 | ■ 고세이 선 상행 | 오미이마즈·교토 방면     | 쓰루가·오미시오쓰 방면에서 온 열차(3번 승강장은 하루 1편만) |

## 역사
- 1974년 7월 20일 - 고세이 선 개통에 따라 개업하였다.
- 1987년 4월 1일 - 민영화에 따라 서일본 여객철도의 소속이 되었다.
- 2003년 11월 1일 - 이코카의 사용이 개시되었다.

## 인접역
| 서일본 여객철도      | 서일본 여객철도 | 서일본 여객철도            |
| -------------------- | --------------- | -------------------------- |
| 마키노 야마시나 방면 | ■ 고세이 선     | 오미시오쓰 오미시오쓰 방면 |